# Alexander Papendiek
Alexander Papendiek (* 12. Februar 1928 in Dresden; † 27. August 1974 in Berlin) war ein deutscher Schauspieler.

## Leben
Alexander Papendiek wurde als Sohn eines Bühnenbildners unter seinem Geburtsnamen Alexander Papendick in Dresden geboren. Kurz vor Ende des Zweiten Weltkrieges wurde er noch eingezogen. Nach dem Krieg verwarf er das Vorhaben, Bühnenbildner zu werden, und nahm Schauspielunterricht. Nach seiner Ausbildung wurde er von Martin Hellberg an das Dresdner Staatstheater verpflichtet. In den 1950er Jahren kam Alexander Papendiek, nach einer Zwischenstation in Potsdam, nach Berlin, wo er hauptsächlich für Film und Fernsehen arbeitete. Bereits 1961 wurde er Mitglied des neu gegründeten Schauspielerensembles beim DFF, dem er bis zu seinem Tod angehörte. Hier erlangte er insbesondere in der Rolle als Oberleutnant Thomas in der Krimireihe Blaulicht (1959–1968) große Popularität. 
Alexander Papendiek war mit der Schauspielerin Brigitte Papendiek-Plotzki verheiratet, mit der er einen Sohn hat.

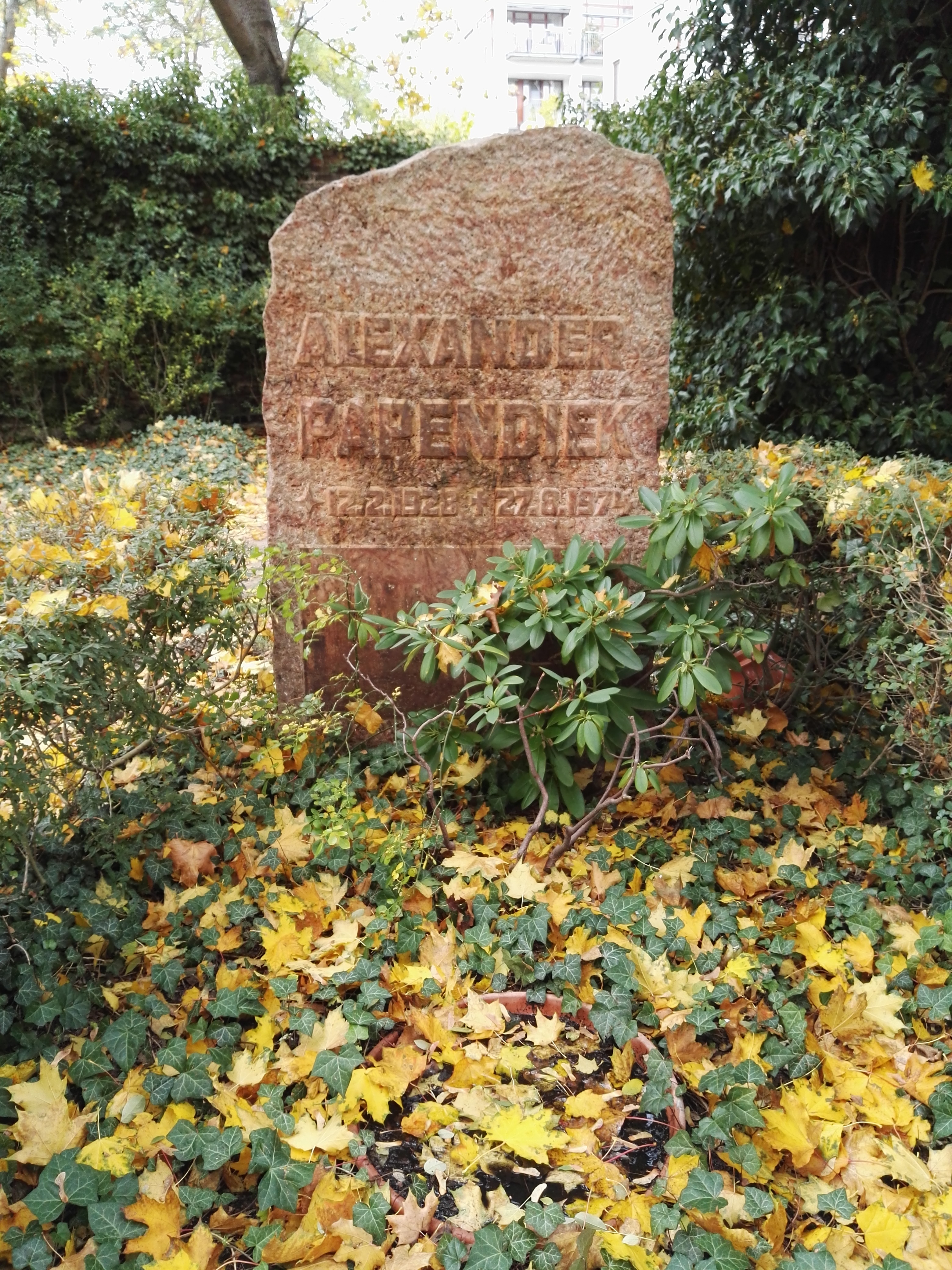
Grabstätte

Seine letzte Ruhestätte fand er auf dem Friedhof der Dorotheenstädtischen und Friedrichswerderschen Gemeinden in der Berliner Chausseestraße.

## Filmografie
- 1953: Die Geschichte vom kleinen Muck
- 1954: Stärker als die Nacht
- 1955: Der Ochse von Kulm
- 1956: Der Richter von Zalamea
- 1956: Thomas Müntzer – Ein Film deutscher Geschichte
- 1956: Schlösser und Katen – Der krumme Anton
- 1957: Schlösser und Katen – Annegrets Heimkehr
- 1957: Wo Du hin gehst ...
- 1957: Vergeßt mir meine Traudel nicht
- 1958: Emilia Galotti
- 1958: Geschwader Fledermaus
- 1958: Das Lied der Matrosen
- 1959: Ein ungewöhnlicher Tag
- 1959: Im Sonderauftrag
- 1959: Verwirrung der Liebe
- 1959: Kabale und Liebe
- 1959–1968 Blaulicht
- 1960: Blaulicht: Die Butterhexe (Fernsehreihe)
- 1960: Fünf Patronenhülsen
- 1960: Flucht aus der Hölle (Fernsehmehrteiler)
- 1960: Begegnung im Zwielicht (Spotkania w mroku)
- 1961: Steinzeitballade
- 1961: Das Rabauken-Kabarett
- 1961: Gewissen in Aufruhr (Fernsehfilm 5 Teile)
- 1962: Die schwarze Galeere
- 1962: Das grüne Ungeheuer (Fernsehmehrteiler – 4. Folge)
- 1962: Minna von Barnhelm oder Das Soldatenglück
- 1963: Daniel und der Weltmeister
- 1967: Ein Lord am Alexanderplatz
- 1967: Rote Bergsteiger
- 1969: Drei von der K (Fernsehserie)
- 1972: Polizeiruf 110: Minuten zu spät
- 1973: Ein gewisser Katulla (Fernsehtheater Moritzburg)
- 1974: Die Frauen der Wardins (Fernseh-Dreiteiler)

## Theater
- 1961: Boris Gorbatow: Die Jugend der Väter (Oberst Stepan Rjabinin) – Regie: Erwin Arlt (Theater der Freundschaft)

## Hörspiele
- 1961: Manfred Uhlemann, Günter Koch: Mordsache Brisson (Gassin) – Regie: Hans Knötzsch (Kriminalhörspiel – Rundfunk der DDR)
- 1962: Ferdinand May, Käthe May: Die Flamme sengt mich (Oberst Warmbühler) – Regie: Fritz Göhler (Kinderhörspiel – Rundfunk der DDR)
- 1962: Lothar Kleine: Die Verhöre des Captain Ronn (Dr. Moens) – Regie: Edgar Kaufmann (Hörspiel – Rundfunk der DDR)
- 1965: Joachim Staritz: Nicht achten den Wind – Regie: Fritz Göhler (Kinderhörspiel – Rundfunk der DDR)
- 1970: Wladimir K. Zeleznikow: So ein Held sein, das muss man lernen wie das ABC in der Schule (Nikolai) – Regie: Maritta Hübner (Kinderhörspiel – Rundfunk der DDR)
- 1970: Stephan Hermlin: Scardanelli – Regie: Fritz Göhler (Hörspiel – Rundfunk der DDR)
- 1973: Hans Kubisch: Auf der falschen Seite (Custer) – Regie: Detlef Kurzweg (We shall overcome, 4. Teil, Kinderhörspiel – Rundfunk der DDR)

## Auszeichnungen
- 1962: Heinrich-Greif-Preis (2. Klasse) im Kollektiv für die Fernsehserie Blaulicht